# Akoenoehoe
De akoenoehoe (Ketupa leucosticta, synoniem Bubo leucostictus) is een oehoe uit de familie Strigidae.

## Verspreiding en leefgebied
Deze soort komt voor van Sierra Leone tot Ghana en van Nigeria tot oostelijk Congo-Kinshasa en noordelijk Angola.